# Miękisz powietrzny

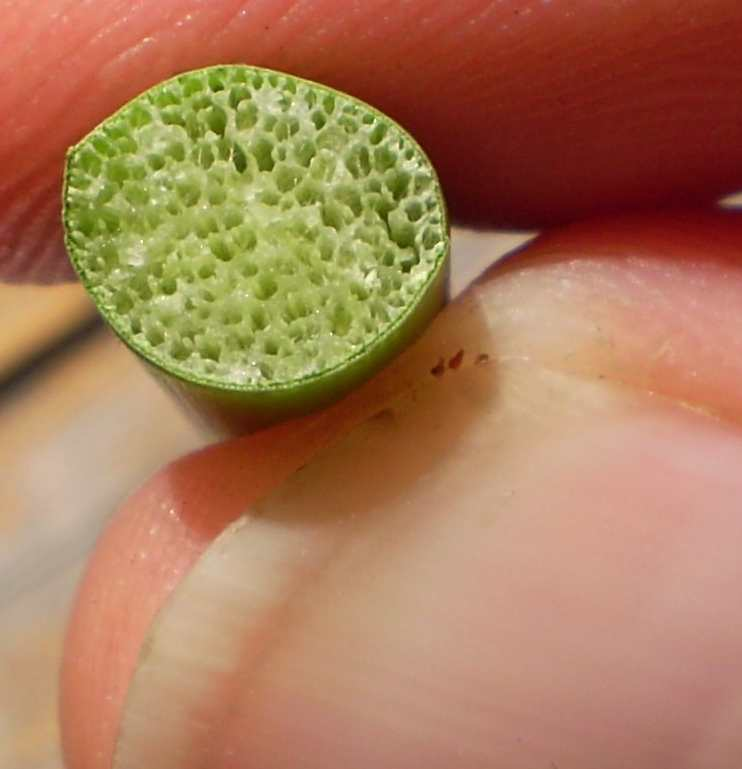
Miękisz powietrzny oczeretu Tabernemontana

Miękisz powietrzny, aerenchyma, tkanka powietrzna – jedna z odmian tkanki miękiszowej, która charakteryzuje się dużymi przestworami międzykomórkowymi, wypełnionymi powietrzem. Tkanka powstaje najczęściej w wyniku działalności fellogenu. Może być także efektem przekształcenia kory pierwotnej, a niekiedy drewna.
Aerenchyma występuje u roślin podwodnych, zwiększając ich wyporność i ułatwiając unoszenie. Duża objętość przestworów komórkowych stanowi wewnętrzny zbiornik gazów wykorzystywanych w metabolizmie roślin (tlen i dwutlenek węgla). Aerenchyma występuje również w korzeniach oddechowych drzew mangrowych. Tworzy system kanałów wentylacyjnych, którymi gazy mogą się swobodnie przemieszczać w obrębie rośliny. Rozwija się w miejsce warstwy korka na łodygach i korzeniach znajdujących się pod wodą. Komórki tkanki powietrznej mają cienkie ścianki. Przestwory komórkowe mają dużą objętość w części organu znajdującej się pod wodą. Nad wodą, stopniowo tkanka nabiera charakteru typowego dla warstwy korkowej.